# گوک‌خان اوزن
احمد گوک‌خان اوزن (به ترکی استانبولی: Ahmet Gökhan Özen) ‏(۲۹ نوامبر ۱۹۷۹ آنکارا)، موزیسین ترک است.
اولین آلبوم وی «شما خاص هستید» نام داشت که در سال ۲۰۰۰ منتشر شد و در سال ۲۰۰۱ با انتشار آلبوم دوم خود «چشم‌هایم را بسوزان» به شهرت رسید. ششمین آلبوم وی «ما به عشق نیاز داریم» نام داشت که در سال ۲۰۰۸ منتشر شد و باعث شد اوزن بیشتر از قبل به عنوان یک خواننده صاحب سبک مطرح تر گردد و آلبوم او دومین آلبوم پر فروش موسیقی پاپ ترکیه شود. آخرین آلبوم وی «ماسک» نام داشت که در سال ۲۰۱۵ انتشار یافت.
چهاردهمین آلبوم وی Firardayim نام داشت که در بیستم مارس ۲۰۲۰ منتشر شد و با استقبال خوبی روبرو شد.

## روزشمار
کارهایی که از اوزان از زمان کودکی خود تا به حال انجام داده‌است:
- سال ۱۹۸۵ تا ۱۹۹۶: دوران ابتدایی، راهنمایی، دبیرستان و بعد از اون سالهای مربوط به دانشکده آنکارا
- سال ۱۹۸۶ تا ۱۹۸۸: در اپرا و نمایش دولت آنکارا و گروه‌های موسیقی دسته جمعی خیلی بچه پر سرو صدا و فعالی بود
- سال ۱۹۸۸ تا ۱۹۹۳: در T.R.T آنکارا و بچه‌های گروه T.S.M زیر دست استادان و هنرمندان خیلی با ارزش در رادیو و در گروه موسیقی تریکه دوام آورد.
- سال ۱۹۸۸ تا ۱۹۹۷: به نواختن گیتار کلاسیک روی آورد و سالهای زیادی را با نواختن‌های هدفدار پشت سر گذاشت. (بعد از سال‌های ۱۹۹۰ به بعد کار هدفدار با سازها را آغاز نمود و مستقیماً به نواختن آن‌ها اقدام نمود)
- در سال ۱۹۹۶: ستاره دانشگاه تکنیک استانبول و دانشکده دانشگاه‌های اقتصادی اداری، در قسمت سود اقتصادی در استانبول پیشرفت کرد. (به استانبول مهاجرت کرد)
- در سال ۱۹۹۷: آغاز به کارد در برنامه رادیویی تاتلیسس
- سال ۱۹۹۸: نواختن گیتار در آکادمی استانبول
- سال ۱۹۹۹: اجرای برنامه زنده موسیقی لی جانلی جانلی (در شبکه بهترین موج - بهترین بهترین تلویزیون)
- سال ۲۰۰۰ : انتشار اولین آلبوم رسمی به نام «شما خاص هستید»
- سال ۲۰۰۱ : انتشار دومین آلبوم به نام «چشم‌هایم را بسوزان»
- سال ۲۰۰۳ : انتشار سومین آلبومم به نام " کارهای نوساز "
- سال ۲۰۰۳: زمانی که در امتحان ورودی دانشگاه استانبول در سال ۲۰۰۳ دانشجوی دانشکده فنی علوم شد به قسمت روان‌شناسی راه یافت (رشته روان‌شناسی را برگزید)
- سال ۲۰۰۴: در ۱۴ شباط (مطابق با ۱۱ بهمن تا ۸ اسفند) روز مخصوص عاشقان سی دی خاطره انگیز «تو در هر چیز یه مقدار وجود داری» را منشر کرد.
- سال ۲۰۰۴ : انتشار آلبوم چهارمم به نام «در حقیقت»
- سال ۲۰۰۵: انتشار آلبوم «قلبم باتوست»
- سال ۲۰۰۷ : انتشار پنجمین آلبوم به نام «عکس و رؤیاها»
- سال ۲۰۰۸: انتشار ششمین آلبوم یه نام «ما به عشق نیاز داریم» (عشق ورزیدن ضروری ست)
- سال ۲۰۱۰: انتشار آلبوم وی به نام «پیش از این»
- سال ۲۰۱۳: انتشار آلبوم «میلیونر»
- سال ۲۰۱۵: انتشار آلبوم «ماسک»
- سال ۲۰۲۰: انتشار آلبوم «فراری‌ام»

## آلبوم‌ها
Özelsin
Duman Gözlüm
Duman Gözlüm Remix
Civciv
Herşeyde Biraz Sen Varsın
Aslında
Kalbim Seninle
Resimler Hayeller
Bize Aşk Lazım
Daha Erken
Başka
Milyoner
Maske
Firardayim